# Ричажне
Рича́жне (рос. Рычажное) — селище у складі Слободського району Кіровської області, Росія. Входить до складу Озерницького сільського поселення.
Населення становить 36 осіб (2010, 59 у 2002).
Національний склад станом на 2002 рік — росіяни 93 %.